# 费奥多尔·唐恩
费奥多尔·唐恩（俄语：Фёдор Ильич Дан；1871年10月19日—1947年1月22日）原姓古尔维奇，俄罗斯政治活动家和记者，参与建立俄罗斯社会民主工党孟什维克派系。他曾担任彼得格勒苏维埃执行委员、第一届全俄罗斯中央执行委员会主席团成员和俄罗斯共和国临时议会成员。十月革命后，他在莫斯科行医。1919年至1920年，他在苏俄红军中担任军医。在第七、八次全俄罗斯苏维埃代表大会，他曾代表孟什维克发言。1921年被苏俄当局逮捕，关押一年后流放国外。1923年参与建立社会主义工人国际。